# 科秋賓斯凱
科秋賓斯凱（羅馬化：Kotsiubynske）是烏克蘭北部的鎮，由基輔州布恰区的科秋賓斯凱市鎮負責管轄。同名市镇仅包括此市级镇。該镇面积为1.89平方公里，2020年人口为16,337人。
该镇为基辅州的飞地，被首都基辅包围着。

## 历史
该地为修建铁路首次在1900年出现。
1941年2月11日，该地成为市級鎮，并改名为科秋宾斯科耶。
2020年7月18日之前，科秋宾斯凱隶属于伊爾平市。2020年7月乌克兰行政区划改革后，伊尔平州辖市并入新成立的布恰区，而科秋賓斯凱也成了該區的一部分。
2024年，烏克蘭廢除市級鎮制，此定居點也隨之改制。